# 가야르드

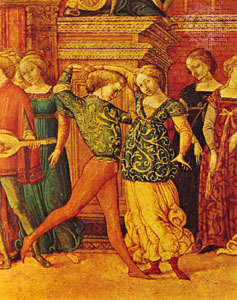

가야르드(이탈리아어: gagliarda, 프랑스어: gaillarde)는 16세기 유럽에서 유행한 춤곡이었다.

## 개요
게야르드, 갈리아르드 등으로도 쓰며, 16세기에 애용된 춤곡이다. 대체로 이탈리아에서 발생된 것으로 추정되고 있다. 경쾌하고 빠른 3박자로 되어 있으며, 바로크 모음곡에서도 때때로 볼 수 있다. 그리고 파바느와 같은 완만한 춤곡에 이어서 연주되는 일이 많다.

## 같이 보기
- 살타렐로